# Armand de Madaillan de Lesparre
Armand de Madaillan de Lesparre (28 mai 1652 - 21 février 1738) est plus connu sous l'un de ses titres, marquis de Lassay. Il est aussi Baron du Horps.
Sainte-Beuve l'appelle un figurant du grand siècle. Mais il se reprend à la seconde page de son article et dit de lui qu'il fut « bien moins un figurant..... qu'un homme qui n'a pu avoir les beaux rôles ».

## Biographie

### Origine
Il est le fils de Louis Louis II de Madaillan-Lespare, marquis de Montataire, et de Suzanne de Vipart. Il manifesta rapidement un esprit avide d'indépendance.
« Je ne me soucie point de commander mais l'obéissance m'est insupportable... Je sens que toute ma nature se révolte dès qu'on veut prendre quelque empire sur moi ; il n'y a aucune considération qui put me le faire souffrir, non pas même l'intérêt de ma santé et de ma vie s'il fallait être soumis à un médecin. Ce sentiment est né avec moi, je l'ai eu dès mon enfance ; et à peine en étais-je sorti, que je secouai le joug de la domination paternelle, aux dépens de tout ce qui m'en pouvait arriver ; et pendant plusieurs années je me réveillais la nuit avec un mouvement de joie que me donnait la pensée de ne plus dépendre de personne. Extrait des Recueil de différentes choses d'Armand de Madaillan de Lesparre. »

### Carrière militaire
Il fit ses premières armes en qualité d'aide de camp du Grand Condé, en 1672, et assista à toutes les conquêtes de la Guerre de Hollande. Dans l'hiver 1672, il suivit Condé à l'armée de la Moselle. C'est à cette époque que son père acheta pour lui, du marquis de Pompadour, la charge de guidon des Gendarmes de la garde du roi. Le marquis de Pompadour se repentit de l'avoir vendue. Cela donna lieu à des démêlés assez graves entre les deux familles. Le marquis et Armand s'étant rencontrés sur le Pont au Change, le 25 avril 1673, eurent entre eux quelques paroles désobligeantes. Un duel s'ensuivit puis un procès. Dans ce duel qui lui fit honneur, Madaillan-Lespare reçut tout d'abord un terrible coup d'épée qui lui traversa le corps ; mais il voulut continuer le combat, fit quatre blessures à son adversaire, le désarma et exigea que M. de Pompadour fut soigné le premier.
En 1674 il devint enseigne dans le même corps. Cette charge valait 100 000 écus ; il n'y avait pas d'exemple qu'elle eut été occupée par un titulaire aussi jeune. A la Bataille de Seneffe, François de Rohan-Soubise ayant eu la jambe cassée, au début de l'action, Armand de Madaillan se trouva seul officier à la tête des Gendarme de la garde. Cette circonstance stimulant son courage, il porta vaillamment le poids de sa responsabilité, et sa conduite fut importante dans cette journée où il reçut trois blessures et eut deux chevaux tués sous lui.
Il accompagna le roi Louis XIV lors de la Seconde conquête de la Franche-Comté ; assista aux sièges de Besançon, de Dôle, de Salins, où il fut blessé, et de Faucogney où il entra des premiers avec la Maison du roi qui emporta la place l'épée à la main. Pendant les années suivantes il se trouva aux sièges de Condé, Bouchain, Valenciennes, Cambrai où il fut blessé de nouveau ; à ceux de Gand et d'Ypres qui furent les derniers de cette guerre.
On trouve dans le Recueil d'Armand de Madaillan de Lesparre un curieux chapitre ainsi intitulé : Ce qui s'est passé à l'égard de la Toison que le roi d'Espagne m'avoit donnée. Grâce au crédit de Louis-Joseph de Vendôme, duc de Vendôme et à l'influence de Marie-Anne de La Trémoille, princesse des Ursins, tout puissants à la cour de Madrid, le marquis de Lassay avait obtenu la décoration de l'Ordre de la Toison d'or. Louis XIV qui n'avait pas été prévenu des démarches faites en sa faveur, fut très irrité et lui refusa l'autorisation d'en porter les insignes. Madame de Maintenon intervint sans succès auprès de son protégé.
Il sollicita plus tard l'Ordre du Saint-Esprit, mais Louis XIV ne fit point de chevaliers à la fin de son règne, et c'est seulement en 1724 qu'il obtint le Cordon Bleu.

### Une vie agitée
A l'occasion de son second mariage, il a rompu avec sa famille, quitté la cour, renoncé à ses emplois et à ses grades et s'était confiné dans une retraite qui avait fort mécontenté le roi. A la longue, fatigué de cette inaction, familier des princes de Condé et Conti, il partit avec eux en Autriche défendre Vienne de l'attaque de l'Empire Ottoman, sans l'autorisation de Louis XIV qui lui en tint rigueur et ne lui confia aucune grande charge par la suite. Ils allaient sous les ordres de Charles V de Lorraine, duc de Lorraine guerroyer contre les Turcs. Lassay se joignit à eux avec le prince Eugène de Savoie-Carignan, le Comte de Turenne et quelques autres. Au moment de partir il écrivait à la Maréchale de Schomberg:
« Je pars pour aller en Hongrie ; j'ai eu vingt fois la bouche ouverte pour vous parler de ce voïage et la peur me l'a toujours fermée : j'ai craint l'amibe que vous avez pour moi, qui vous auroit peut-être engagée a essaïer de m'en détourner Ecoutez moi, s'il vous plait, Madame, avant que de me condamner ; voici mes raisons : demeurer aux Incurables sans dévotion; être à Paris sans voir le roi; porter une épée à mon côté sans aller à la guerre ; passer ma vie avec des femmes, sans être amoureux d'aucune, étoit une vie qui me rendoit trop ridicule à mes 
yeux, pour que je la pusse supporter plus longtemps On traitera encore ce voïage de folie, je le scai ; on dira qu'il ressemble au reste de ma vie   mais aïant à être blâmé, ce dernier blâme blesse moins mon amour-propre; et puis je ne le sentirai pas tous les jours comme je sens celui que je quitte ; je serai bien loin et je n'entendrai point les discours du monde Le voïage de Hongrie ne me convient gueres ; mais il me convient encore moins de demeurer dans la place où je suis, et je ne voi que cette porte pour en sortir. A l'égard du Roi, je ne me fais pas l'honneur de croire qu'il fasse aucune attention à moi, et si par hazard il y songe un moment, il ne sçauroit trouver ni mauvais, ni extraordinaire qu'un homme qui est assez malheureux pour lui avoir déplu, aille en Pologne, en Hongrie, à la mort. Adieu, Madame, votre lettre m'a fait une peine effroïable : je n'aurais garde de supporter votre vue; j'ai dit à tout le monde que je parfois, il n'est plus temps de délibérer. Ne me désaprouvez point, plaignez-moi plutôt, et aimez-moi toujours. Extrait des Recueil de différentes choses d'Armand de Madaillan de Lesparre. »
Sous forme de lettres adressées à son ami le maréchal Bernardin Gigault de Bellefonds, Lassay a inséré dans son Recueil, un récit de cette campagne de Hongrie.
Après ceci, Lassay se garda bien d'aller à Versailles affronter la colère du roi qui avait refusé aux princes de Conti et à leurs compagnons l'autorisation de partir. Il résida quelque temps à Vienne et en Italie.
Au commencement d'octobre 1685, il quitta le camp de Presbourg avec le prince Louis-Guillaume de Bade-Bade pour aller à Vienne et reçut à la cour de l'empereur Léopold Ier un bon accueil. A la fin de novembre; il partit pour aller visiter l'Italie, et rencontra à Rome, Marie-Anne de La Trémoille, princesse des Ursins deux fois veuve. Il semble avoir été lié avec elle par la plus étroite amitié et la façon dont il parle de la villa que Madame des Ursins possédait à Bagnaïa près Viterbe prouve qu'il y commandait en maître. Il connut aussi à Rome, Sophie-Dorothée de Brunswick-Lunebourg, femme du Duc de Brunswick-Lunebourg, et noua avec elle une intrigue. Le duc prit ombrage de cette liaison. Lassay redoutant un scandale, quitta Rome et fit ainsi ses adieux à la duchesse.
« Je ne veux pas que vous hazardiez à vous perdre en continuant un commerce avec moi : il vaut mieux que je meure et que vous viviez moins malheureuse. Cessez donc d'écrire à un homme qui traîne tous les malheurs après lui, et dont l'étoile est empoisonnée. Il semble que je ne sois dans le monde que pour y souffrir ; la vie m'est à charge, et je voudrais en mourant vous rendre votre repos et votre bonheur : Adieu, ma chère princesse, je ne peux plus supporter l'excès de la douleur que je souffre. Extrait des Recueil de différentes choses d'Armand de Madaillan de Lesparre. »
Il rentra par la suite en France et repris rang dans l'armée. La guerre ayant recommencé en 1688, il alla servir en Allemagne et en Flandre, comme simple volontaire. Usant du crédit de Madame de Maintenon, avec laquelle il était en correspondance suivie, il lui écrivit :
« Je m'adresse à vous, Madame, avec une confiance dont je suis étonné moi-même Le Roi va commander son armée (en 1690), je souhaiterois ardemment d'avoir l'honneur d'être son aide-de-camp : je l'ai suivi dans toutes ses conquêtes depuis soixante et douze ; j'ai fait la 
guerre en bien des lieux, tout cela m'a donné quelque connoissance qui jointe à beaucoup de bonne volonté me fait espérer qu'il sera content de moi; je serois trop heureux de me trouver en place où je pusse effacer par ma conduite les impressions que je crains qu'il n'ait et qui font tout le malheur de ma vie Une passion plus forte que moi que j'avois pour une femme qui la méritoit bien, m'a fait quitter son service ; j'étois fort jeune, il ne faut pas compter si-tôt avec les hommes ; en quittant le service, je n'ai pas quitté la guerre, car depuis je n'ai pas manqué une seule campagne ; et si je me repens aussi bien de mes péchez que de cette faute, j'espère que Dieu me les pardonnera. Extrait des Recueil de différentes choses d'Armand de Madaillan de Lesparre. »
Ses vœux furent exaucés, il obtint le titre d'Aide de camp du roi. C'est en cette qualité qu'il assista en 1691 au Siège de Mons et à la Bataille de Leuze ; en 1692, au Siège de Namur, à la prise de la contrescarpe de cette ville ; à l'attaque des retranchements de La Cassotte où il fut blessé. L'année suivante, en 1693, il accompagna encore Louis XIV dans sa dernière campagne et depuis lors ne reparut plus à l'armée.
Il eut une vie fort agitée : ses aventures défrayèrent la chronique et le firent surnommer "le Don Juan du Grand Siècle".
Devenu une première fois veuf à 23 ans et libre de se consacrer tout entier à son amour pour Marianne Pajot, il prit de grands partis, se brouilla avec son père, se démit de ses grades, quitta la cour et épousa Marianne qui était restée (dit Sainte-Beuve) dans une position fausse « duchesse de Lorraine durant quelques heures, et puis après bourgeoise comme devant. Tout le monde disait du bien d'elle et tout le monde le blâma de l'épouser. » Ce mariage avait d'abord été tenu secret ; il ne fut rendu public que lorsque le marquis de Montataire, père d'Armand, voulut se remarier.
Louis XIV ne mit point son veto à ce projet de mariage ; au contraire, il estimait fort Marianne, lui constitua une dot et engagea vivement Louis II de Madaillan-Lespare à l'accepter pour belle-fille. La grande irritation du roi vint seulement de ce que Lassay quitta l'armée et la cour à cette occasion. Le marquis de Montataire, pour prix de son consentement, imposa à son fils un traité du 30 mars 1676 par lequel il lui cédait Lassay et d'autres biens au Maine et en Normandie, à la condition de prendre à sa charge une partie. Il signa tout ce qu'on voulut et, sans attendre sa majorité de 25 ans qui arrivait seulement en 1677, il épousa en 1676, Marianne Pajot. Il quitta Paris aussitôt et, tournant le dos aux railleurs, alla chercher le calme tantôt à Lassay, tantôt au Mont Canisy. Après la vente de Montataire, il obtint l'érection en comté de Madaillan de cette terre de Mont-Canisy et y fit bâtir un château. C'est là qu'Armand résidait de préférence avec Marianne.

Deux ans après leur mariage, sa femme mourut lui laissant un fils, Léon de Madaillan. Ce fut un coup terrible.
« Il se crut dévot, se fit une retraite charmante joignant les Incurables, et y mena, quelques années, une vie fort édifiante. À la fin il s'en ennuya; il s'aperçut qu'il n'étoit qu'affligé et que la dévotion passoit avec la douleur. Saint-Simon, éd. de Boislile, t. III, p. 32. »
À son retour en France, à la fin de l'année 1686, il eut beaucoup à se plaindre de Madame de Lafayette dont il avait été l'ami, à laquelle en
partant pour la Hongrie il avait confié sa fille, et qui intriguait alors pour la marier avec son fils. À cette époque commença aussi une série de ses procès. Louise-Marie-Thérèse de Bussy Rabutin, sa belle-mère par alliance, lui suscita mille affaires très désagréables et parvint à mettre dans ses intérêts la propre fille d'Armand qui fit ainsi chorus avec les ennemis de son père. Ces querelles de famille s'éternisaient et, après bien des années, on ne trouva d'autre moyen d'y mettre un terme que de marier Léon de Madaillan, fils du marquis de Lassay, avec sa jeune tante Reine de Madaillan née du second mariage de Louis de Madaillan avec Louise-Marie-Thérèse de Bussy Rabutin.
Pendant seize ans il ne songea pas à se remarier ; mais lorsque, rentré en faveur, admis de nouveau à la cour et à l'armée, vivant dans l'intimité des grands, il épouse alors Julie de Bourbon, Mademoiselle de Chateaubriand (° 1668- † 10 mars 1710), fille légitimée d'Henri Jules de Bourbon-Condé et de Madame de Marans (Françoise Charlotte de Montalais ). Ce mariage lui valut le gouvernement de la Bresse et du Bugey, et un peu plus tard (1700) la présidence de la noblesse aux États de Bourgogne.
Séparé de sa troisième femme par incompatibilité, Lassay se lia d'amitié avec Marie-Françoise Colbert de Croissy Madame de Bouzols, vicomtesse de Beaune, fille de Charles Colbert de Croissy, sœur de Jean-Baptiste Colbert de Torcy et de Charles-Joachim Colbert de Croissy, évêque de Montpellier. Il la voyait souvent chez Madame la Duchesse. Elle était jeune encore, pas jolie, mais remplie d'esprit et de bonté. Il s'attacha sérieusement à elle. Il perdit Madame de Bouzols, en 1720.

## Famille
Il s'est marié à trois reprises. Il épousa en premières noces le 11 février 1674 Marie-Marthe Sibour ; en deuxièmes noces, le 1er juin 1677, Marianne Pajot ( † au Boisfroust à Lassay le 19 octobre 1681, inhumée aux Bénédictines); et en troisièmes noces, le 20 mars 1696, Julie de Bourbon, fille naturelle du Prince de Condé († à Paris le 10 mars 1710, inhumée aux Bénédictines de Lassay), il en eut une fille, Anne-Louise-Félicité.
Marie-Marthe Sibour fut inhumée dans l'Eglise des religieuses de la Visitation, rue Saint-Antoine, ainsi qu'en fait foi le billet d'invitation à son service funèbre, en date du 22 janvier 1675, et dans lequel elle est qualifiée de haute et puissante dame. En secondes noces, Armand épousa Marianne Pajot, femme de chambre de Mademoiselle de Montpensier qui avait pour apothicaire Claude Pajot le père de Marianne.
- Armand de Madaillan de Lesparre (1652-1738). Il épousa en premières noces le 11 février 1674 Marie-Marthe Sibour, en deuxièmes noces, le 1er juin 1677, Marianne Pajot et en troisièmes noces, le 20 mars 1696, Julie de Bourbon, fille naturelle du Prince de Condé
  - 1re Marie-Constance-Adélaïde de Madaillan, dite Mademoiselle de Lassay-Montataire[37], épouse de Gaspard-Alexandre, comte de Coligny-Saligny
  - 2e Léon de Madaillan de Lesparre
  - 3e Anne-Louise-Félicité de Madaillan de Lesparre. Elle épousa le 21 février 1715, Gabriel Simon comte d'O (1698-1734), marquis de Franconville, seigneur d'Herbeuille. Anne-Louise-Félicité est une galante qui finit folle (en 1723) ; c'était la faim et la soif ; d'O est séparé de sa femme avant d'être veuf.
    - Adélaïde Félicité Geneviève d'O (1716-1735), épouse de Louis de Brancas

  - 4e Un fils illégitime[38]

Il mourut à 86 ans le 21 février 1738 et alla rejoindre ses femmes au prieuré des Bénédictines de Lassay. Les corps d'Armand et de Léon de Madaillan ont été retrouvés, avec celui de Julie de Bourbon, dans l'emplacement du chœur de l'ancien couvent des Bénédictines de Lassay, chacun renfermé dans un cercueil en plomb ayant la forme du corps lui-même. Une plaque de cuivre laissait lire encore cette épitaphe : Cy git /très haut et très puissant/ seigneur, Léon de Madarian de/ Lesparre, marquis de Lassay, comte/ de Madaillan, brigadier des armées /du roy, décédé à Paris en son hôtel/, rue de l'Université, le vendredy /deuxième jour d'octobre 1750, âgé de/ 72 ans. Requiescat in pace. Les sépultures sont découvertes à Lassay en janvier 1885 lors de la construction de l'église paroissiale 

## Témoignages
De son vivant, Lassay fut beaucoup décrié. La Bruyère l'avait même surnommé le Galant des Tuileries. Il fut également l'une des cibles de Saint-Simon. Outre Sainte-Beuve, sur les données de Saint-Simon dont il a corrigé le parti-pris et atténué l'injustice, on peut citer Paulin Paris, Charles Weiss, Alexandre Destouches, Gustave Desnoiresterres, parmi ceux qui ont le mieux étudié le personnage. Voltaire, Sébastien-Roch Nicolas de Chamfort, etc., ont aussi parlé du marquis de Lassay.
Armand de Madaillan de Lesparre avait de lui-même une haute opinion. Ainsi, il parle sans cesse de sa mauvaise étoile et trouve ses mérites méconnus. Il vante à tout propos son esprit de discernement et croit que très peu d'hommes le possèdent mieux que lui. Cette qualité lui paraissant celle que doit, avant toute autre, avoir un souverain, il en conclut : « de toutes les charges qui sont « dans un roïaume celle de roi seroit celle dont je serois le plus capable ». Voltaire à ce propos s'est moqué de lui. Celui-ci a pour autant reconnu ses mérites ; il l'a loué dans plusieurs circonstances et notamment à propos d'un dîner chez le poète Jean-François Leriget de La Faye, où devant quelques littérateurs distingués, entre autres La Mothe-Houdard et Voltaire, Lassay fit une une fine remarque « sur une sorte de contradiction ou d'inadvertance » qui se trouve dans le dénouement de la Phèdre de Jean Racine.
« Je m'en irai sans avoir débalé ma marchandise, et comme on ne m'a jamais mis en oeuvre, on ne sçaura point si j'étois propre à quelque chose ; je ne le sçaurai pas moi même ; je m'en doute pourtant, et, croïant me sentir des talens, il y a eu un temps dans ma vie où je me suis trouvé affligé en songeant qu'ils étaient perdus, et en les comparant à ceux des personnes à qui je voïois occuper les premières places J'ai vu de fort près la plûpart des personnes qui ont eu la réputation d'avoir le plus d'esprit ; j'en ai trouvé une grande quantité qui avoient des talens au-dessus des miens ; j'en ai trouvé beaucoup qui avoient autant d'esprit que moi ; mais je n'en ai trouvé aucun qui m'ait fait sentir qu'il en avoit d'avantage. Extrait des Recueil de différentes choses d'Armand de Madaillan de Lesparre. »
.
« Lassay a pour nous cet avantage précisément parce qu'il n'est qu'un homme de société et un amateur, non un auteur, de nous représenter au juste le ton de distinction et de bonne compagnie du XVIIe siècle et la langue parlée que ce siècle finissant transmit au XVIIIe siècle... Il était de ces esprits tempérés, bien faits et polis que l'usage du monde a perfectionnés en les usant. Sainte-Beuve »

## Homme de lettres
Homme de lettres, ami des libertins des XVIIe et XVIIIe siècles, il fit connaissance de madame de Maintenon lors des salons que tenait son époux, le poète Scarron. Il était un habitué du Club de l'Entresol.
Lassay était en rapports avec les littérateurs les plus en vue de l'époque : Bernard Le Bouyer de Fontenelle, le poète Jean-François Leriget de La Faye, Antoine Houdar de La Motte, Voltaire... en correspondance avec Ninon de Lenclos, le Cardinal Fleury, le vicomte Henry St John Bolingbroke. C'est lui qui fournit à Jean-Baptiste Massillon, en 1709, le mémoire pour servir à l'oraison funèbre du Prince de Conti. Il participa au salon littéraire de Jeanne-Baptiste d'Albert de Luynes, comtesse de Verrue.
Il rassembla sa correspondance, des anecdotes et des maximes qu'il fit imprimer sous le titre Recueil de différentes choses Voir en ligne. Il fut pris un jour du désir de laisser des Mémoires. Il fit installer sous ses yeux une imprimerie dans le Château de Lassay et vidant ses tiroirs pêle-mêle, livra tous ses papiers à la presse, sans ordre, sans méthode, au hasard de ses découvertes. Ce Recueil édité d'abord au château de Lassay en un seul gros in-40 a été réédité en 1756 par Gabriel-Louis Pérau à Lausanne en 4 volumes in-12. Il a laissé en plus de son Recueil un manuscrit inédit contenant des maximes et dédié à l'archevêque de Paris.

## Arts et achitecture
Il avait aussi un goût exquis en architecture et ornements. Voltaire l'a loué dans son Temple du goût. C'est sur ses conseils que furent construits le Palais Bourbon et l'Hôtel de Lassay. C'est son fils Léon de Madaillan, qui fit édifier l'Hôtel de Lassay, actuelle résidence du président de l'Assemblée nationale.
Il devient  propriétaire du château de Lassay par cession de son père le 30 mars 1676. Il fit construire juste à la limite actuelle entre Deauville et Saint-Arnoult sur les terrains de l'actuel New Golf le Château de Lassay en Normandie, dont les ruines, étaient visibles, il y a encore peu. Les ruines du château de Lassay, décrit par l'historien et archéologue Arcisse de Caumont qui affirme qu'il était encore pratiquement intact en 1830. Bien en cour à Versailles, alors qu'il courtisait la duchesse de Montpensier, comtesse d'Auge, possessionnée à Honfleur, il s'était dit propriétaire du plus superbe des châteaux normands et l'invita à s'y rendre. La duchesse ayant accepté, l'histoire prétend qu'il partit alors sur ses terres et se lança dans la construction d'une demeure de rêve, édifiée en un peu plus d’un mois, qui ne verra finalement jamais la venue de son inspiratrice. Louis XIV fait des paroisses de Benerville, Tourgéville, Saint-Arnoult et Deauville un fief sous le nom de Montcanisy.